# Trollhumrar
Trollhumrar (Galatheidae) är en familj av marina kräftdjur. Trollhumrar är trots sitt namn inte närmare besläktade med humrar, utan närmast med porslinskrabbor och eremitkräftor. 
Trollhumrar har en ganska platt kropp och bär stjärten invikt under kroppen. Deras sista benpar är starkt tillbakabildat och extremiteterna som bär klorna är jämförelsevis långa. Trollhumrar är bottenlevande och vanligen nattaktiva. Deras föda består av olika organiska partiklar som de hittar på havsbotten och av as. 
I svenska vatten förekommer trollhumrar av släktena Galathea, Munida och Munidopsis, där den största arten är Galathea strigosa (kallad vanlig trollhummer eller stor trollhummer) och den minsta arten är Galathea intermedia. Förutom G. strigosa och G. intermedia förekommer ytterligare tre trollhumrar av släktet Galathea i svenska vatten, Galathea squamifera, Galathea nexa och Galathea dispersa och av släktet Munida finns tre arter, Munida rugosa, Munida sarsi samt Munida tenuimana och av släktet Munidopsis finns en art, Munidopsis serricornis.